# Armand de Foucauld de Pontbriand
Pour les articles homonymes, voir Foucauld.
Pour les autres membres de la famille, voir Famille de Foucauld.
Armand de Foucauld de Pontbriand, né le 24 novembre 1751 au château de Lascoux à Celles (Dordogne) et mort le 2 septembre 1792 dans la prison des Carmes à Paris, lors des massacres de septembre 1792, est un homme d'Église français, vicaire général de l'archidiocèse d'Arles. Il a été béatifié par l'Église catholique le 17 octobre 1926 par Pie XI en même temps que les 190 autres ecclésiastiques « martyrs des Carmes ».

## Biographie
Armand de Foucauld de Pontbriand était le fils d'Henri de Foucauld (1712-1775), seigneur de Lascoux, et de Sibylle Marie du Lau d'Allemans. Il appartenait à la branche de Pontbriand de la famille de Foucauld et il était l'arrière-grand-oncle du père Charles de Foucauld (1858-1916) et un parent de l'abbé François Armand de Foucauld (1972-2022).
Il entre dans les ordres et devient chanoine de Meaux en 1774. En 1781, il est appelé par son cousin germain (du côté maternel), Jean Marie du Lau d'Allemans, archevêque d'Arles, comme vicaire général. En 1787, il reçoit en bénéfice l'abbaye de Solignac, près de Limoges, dont il fut le dernier abbé.
Il refuse le serment à la constitution civile du clergé et il est enfermé à la prison des Carmes à Paris, où il périt le 2 septembre 1792, lors des massacres de septembre, en même temps que Jean Marie du Lau d'Allemans.